# Frederik van Hogendorp (1802-1872)
mr. Frederik baron van Hogendorp (Wijk aan Duin, 12 juni 1802 - 's-Gravenhage, 24 mei 1872) was een Nederlands politicus.

## Familie
Hij was de zoon van staatsman Gijsbert Karel van Hogendorp (1762-1834) en Hester Clifford (1766-1826). Hij trouwde in 1838 Leopoldine Maria gravin van Limburg Stirum (1817-1894), grootmeesteres van koningin Emma 1878-†. Zowel zijn vader als de grootvader van zijn vrouw, Leopold van Limburg Stirum (1758-1840), was lid van het zogenaamde Driemanschap van 1813. Zij kregen samen dertien kinderen, onder wie:
- Joséphine Arnoldina barones van Hogendorp (1840-1928), hofdame van prinses Amalia; trouwde in 1870 mr. Frans Steven Karel Jacob van Randwijck (1838-1913), secretaris-generaal van Financiën en ceremoniemeester van koningin Wilhelmina der Nederlanden
- Willem graaf van Hogendorp (1841-1925), luitenant-admiraal, Ridder Militaire Willems-Orde
- mr. Frederik baron van Hogendorp (1843-1889), letterkundige
- Maria Leopoldina barones van Hogendorp (1846-1922); trouwde in 1871 Frans Godert baron van Lynden van Hemmen (1836-1931), lid Eerste Kamer der Staten-Generaal
- Otteline Sophie barones van Hogendorp (1847-1938); trouwde in 1876 jhr. mr. Hendrik Abraham Cornelis de la Bassecour Caan (1829-1905), burgemeester van Noordwijk, lid provinciale en gedeputeerde staten van Zuid-Holland
- mr. Dirk baron van Hogendorp (1849-1925), Officier in de Orde van de Eikenkroon
- Wilhelmine barones van Hogendorp (1853-1926); trouwde in 1882 Johan Willem Herman Meyert van Idsinga (1854-1921), lid Tweede Kamer der Staten-Generaal

## Loopbaan
Van Hogendorp was een medestander van Groen van Prinsterer. Hij was in 1848 buitengewoon Tweede Kamerlid. Hij wierp bij de behandeling in de Dubbele Kamer van het laatste voorstel tot Grondwetsherziening de vraag op waarom wetsvoorstellen tot Grondwetsherziening na de tweede lezing opnieuw aan de Eerste Kamer werden voorgelegd. Hij betoogde dat de Senaat die wetsvoorstellen immers al een keer had beoordeeld. Hij was overigens tegenstander van de Grondwetsherziening van 1848.

## Adeldom
In 1815 werd zijn vader Gijsbert van Hogendorp de titel van "graaf" verleend, met overgang bij eerstgeboorte; als jongere zoon verkreeg Frederik daarom het predicaat "Jonkheer". Op 25 oktober 1867 werd Frederik van Hogendorp de titel van "baron" bij eerstgeboorte verleend, in 1868 werd deze titel omgezet op allen.
- Biografisch Portaal: 20802580
- Digitale Bibliotheek voor de Nederlandse Letteren: hoge033
- Gemeinsame Normdatei: 173242863
- International Standard Name Identifier: 0000 0003 6995 2539
- Nederlandse Thesaurus van Auteursnamen: 072131721
- Parlement.com: vg09llpradw0
- Virtual International Authority File: 245191630
- WorldCat: E39PBJgMC7Jc8fFhrRrbG4PWjC